# Festuca marginata
Festuca marginata är en gräsart som först beskrevs av Eduard Hackel, och fick sitt nu gällande namn av Karl Carl Richter. Festuca marginata ingår i släktet svinglar, och familjen gräs.

## Underarter
Arten delas in i följande underarter:
- F. m. alopecuroides
- F. m. gallica